# Siculiana
Siculiana (Siculiana in siciliano) è un comune italiano di 4 152 abitanti del libero consorzio comunale di Agrigento in Sicilia.

## Geografia fisica
Dal punto di vista geologico il territorio è caratterizzato dalla presenza di rocce sedimentarie denominate evaporiti, appartenenti alla serie gessoso-solfifera, le cui caratteristiche sono evidenti soprattutto nella falesia costiera e nelle cave.

## Origine del nome
L'origine del nome del paese viene ricondotta al suo porto naturale sul fiume navigabile Canne, che rendeva sicuri gli scali. Questo meritò alla zona l'appellativo latino di Siculi Janua, cioè Porta della Sicilia. Siculiana è nota anche per la presenza del "Caricatore", ossia il porto specializzato nel commercio del grano, conosciuto anche come "Herbesso" in età romano-punica, intorno al XVI secolo come "Cola-Cortina" e più tardi semplicemente come "il Caricatore di Siculiana".

## Storia

### Età antica
Secondo Filippo Cluverio Siculiana fu costruita nel sito in cui sorgeva una volta la città di Cena, della quale fa cenno padre Massa nell'opera Delle città della Sicilia non più esistenti, città in cui l'imperatore romano Antonino Pio fece tappa nella sua visita in Sicilia. Ma altrove lo stesso Cluverio afferma che Siculiana sorse sulle rovine dell'antica Camico, residenza di Cocalo, re dei Sicani, progettata da Dedalo, presso la quale l'architetto trovò riparo durante la sua fuga da Creta. Una tradizione riporta che fu proprio a Camico che il re cretese Minosse fu ucciso dalle tre figlie di Cocalo; queste ultime lo attirarono con il pretesto di fare un bagno nelle acque termali della zona, ma, dopo averlo adulato, lo immersero in una vasca piena di acqua bollente (secondo altri, di pece liquida), uccidendolo.
Nessuna fonte può essere data come attendibile circa l'esatta ubicazione del sito di Camico: secondo alcune di esse, la mitologica città andrebbe localizzata in un territorio che si estende da Sant'Angelo Muxaro fino ad Agrigento, ovvero a Naro, sopra il monte Castellaccio, come anche a Caltabellotta, nella rupe Guelà, che è una zona piena di grotte, chiamata Gogàla.

### Medioevo
Durante la loro dominazione in Sicilia, gli arabi costruirono nei dintorni di Siculiana il castello di Kalat Sugul. In seguito, il castello è citato tra gli undici castelli che resistettero agli assalti del re Ruggero il Normanno e fu raso al suolo dopo la resa di Girgenti. Nel 1161 il territorio di Siculiana viene concesso al nobile normanno Matteo Bonello, Gran Cancelliere del Regno, come si evince dal documento "Diploma di Guglielmo I". Questo è il primo documento che parla di Siculiana e conferma la fondazione normanna dell’attuale centro.
Nel 1296 Federico III, re di Sicilia, diede l'investitura della baronia di Siculiana a Federico Chiaramonte. Quest'ultimo costruì il castello di Chiaramonte e rifondò un insediamento vicino a un preesistente insediamento normanno di Siculiana. Su questa base prese forma il paese circostante.

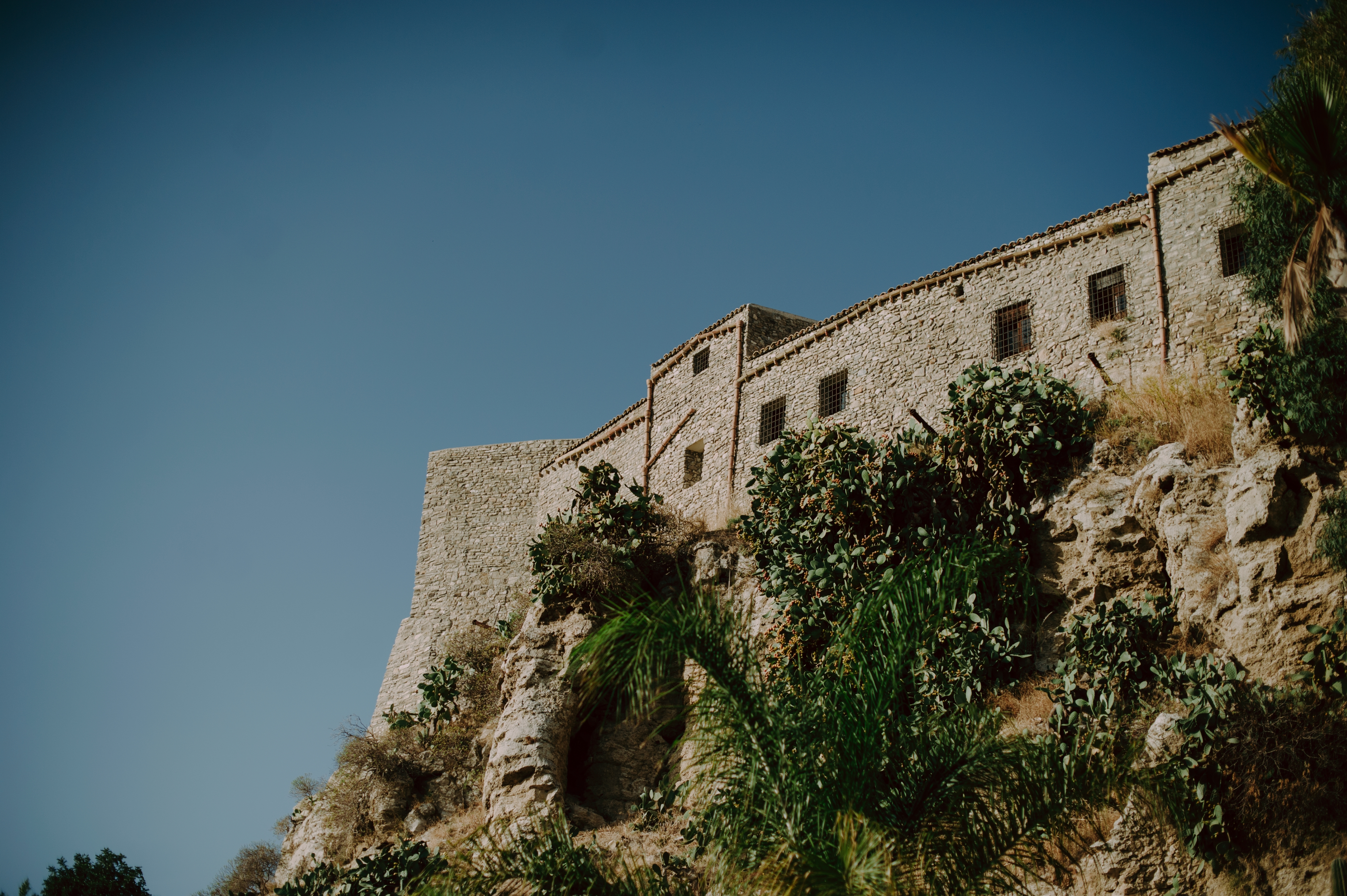
Castello Chiaramontano di Siculiana

La fama del castello crebbe in occasione del secondo matrimonio dell'unica figlia di Federico Chiaramonte, Costanza, la quale aveva sposato per primo Antonio del Carretto, marchese degli stati di Savona e Finale. Quest'ultimo aveva ottenuto in dote da Federico Chiaramonte le baronie di Calatabiano e Siculiana e la contea di Racalmuto. Dal primo matrimonio nacque un erede maschio, che porta il nome del padre, morto prematuramente; così la nobile Costanza andò in seconde nozze con il nobile genovese Brancaleone Doria, che fu nominato nel 1335 governatore di Sardegna.
Alla morte di Federico Chiaramonte, avvenuta nel 1311 a Girgenti, dove la madre aveva fondato il Convento di san Francesco ed il Monastero di Santo Spirito, la baronia fu ereditata appunto dall'unica figlia, Costanza.
Quando quest'ultima morì, la baronia passò al figlio avuto dal primo matrimonio, Antonio del Carretto Chiaramonte, fatto che risulta anche documentato dal censimento di Martino I, effettuato nel 1413.
La baronia ed il castello appartennero ai Chiaramonte fino al 1427, quando comparve nel territorio siculianese il nobile di Catalogna Gilberto Isfar y Corillas, venuto a seguito del re Alfonso il Magnanimo, il quale gli aveva conferito il titolo di maestro segreto del Regno; egli acquistò tutto il territorio siculianese, compreso il castello nel 1430 e, cosa più importante, il diritto di esportare dall'emporio marittimo, grazie al quale, durante la gravissima carestia in Sicilia, poté esportare il frumento con lauti guadagni.
Nel 1440 Gilbert Isfar divenne Vicario generale del Regno, dopo trent'anni il titolo passò al figlio Giovanni Gaspare che, sotto il consenso di re Alfonso, inglobò al territorio siculianese anche il territorio di Monforte. Alla sua morte ereditò i feudi il figlio, Vincenzo, che vendette Siculiana a Guglielmo Valguarnera, ma la famiglia regnò nella baronia solo per un breve periodo. Infatti nel 1526 questa fu data in dote a Giovannella, figlia del barone Blasco Isfar, sposa di Vincenzo del Bosco, duca di Misilmeri e principe di Cattolica.

### Età moderna
Il barone Blasco Isfar viene ricordato come uno dei maggiori scacchisti di tutto il mondo. Fu anche un grande appassionato di botanica, infatti si dice si dilettava ad eseguire la piantumazione nei giardini del castello Chiaramontano, flora ormai distrutta dalle ristrutturazioni dei nuovi proprietari.
Il 20 luglio 1610 con un atto notarile tra Blasco Isfar ed il vescovo agrigentino Vincenzo Bonincontro, il barone cedette al vescovo lo steri (dal latino hosterium= palazzo fortificato) dei Chiaramonte, con l'unica condizione che fossero ammessi in Seminario tre giovani, due di Siculiana ed uno di Cattolica. Cominciò così il lentissimo sviluppo del paese, che in quegli anni conteneva soltanto 38 abitazioni.
Nel 1612 Filippo III concesse a Francesco Isfar, figlio di Blasco, la licentia populandi per Cattolica; gli concesse anche i titoli di barone e poi duca nel 1615 del nuovo paese. Dopo la morte di Francesco, avvenuta un anno dopo, ereditò il titolo la sorella Giovanna, la quale nel 1620 fu nominata, sempre da Filippo III, principessa di Cattolica; e nel 1631 fondò sia a Siculiana che a Cattolica i "Collegi di Maria" con lo scopo di istruire le ragazze povere di tali paesi. Questi sorsero in tutta la Sicilia e a Siculiana si può azzardare l'ipotesi che la gestione di tali istituti sarebbe potuta essere opera delle suore Carmelitane, secondo la regola di santa Teresa D'Avila, fondatrice delle monache e dei frati Carmelitani Scalzi. Tale istituto non andò mai in funzione, poiché i fondi non furono mai sufficienti, pertanto i locali del collegio non furono mai attivati e divennero molto presto ruderi.
Nel 1655 Francesco del Bosco, da cui nacque Giuseppe, fu nominato principe di Cattolica e barone di Siculiana. I del Bosco riuscirono a mantenere la baronia fino al 1668, anno in cui morì il loro ultimo erede, Giuseppe del Bosco Isfar, il quale, nonostante i suoi due matrimoni non ebbe figli, pertanto il titolo nobiliare fu ereditato dal nipote, figlio della sorella, portando avanti il cognome Bonanno, i quali diventarono i signori dei due paesini. Nel 1720 la baronia passò a Francesco Bonanno, figlio di Rosalia del Bosco e di Filippo Bonanno, principe di Roccafiorita, duca di Montalbano e di Misilmeri, gentiluomo di camera del re Vittorio Amedeo di Savoia e del re Carlo III, uno dei dodici pari del Regno. La sua famiglia aveva una così grande fama tanto da essere riportata negli scritti di molti storici, tra cui Mugnos, Inveges e Villabianca.
Nel 1736 costui fece costruire a Bagheria la Villa Cattolica, particolare per le sue aperture, 365, quanti i giorni dell'anno. Alla morte di Francesco il figlio Giuseppe Bonanno Filangeri ereditò l'enorme patrimonio e i titoli nobiliari come quello di Grande di Spagna e barone e Maestro portulano del caricatore di Siculiana. Egli nominò il fratello don Emanuele Bonanno Filangeri suo Procuratore generale, affidandogli tutte le sue baronie e i suoi stati poiché a causa dei suoi doveri era stato obbligato a recarsi a Napoli per svolgere le sue innumerevoli mansioni. La sua lontananza dal paese di Siculiana determinò però la decadenza della famiglia, poiché il tenore di vita che mantennero alla corte di Napoli provocò il fallimento economico.
Alla morte di Giuseppe Bonanno, avvenuta nel 1779, gli successe il figlio Francesco Antonio Bonanno Filangeri, sposo di Caterina Branciforti dei Principi di Butera. La famiglia toccò il fondo economico nella metà del 1800, quando il principe Francesco Bonanno, che ebbe tre figlie femmine e due maschi, uno dei quali morì celibe, fece sposare le tre figlie con uomini che non avevano titoli nobiliari. Arrivarono a toccare la povertà nel vero senso del termine quando, Francesco Bonanno per equiparare la dote di una delle figlie a quella del futuro genero, sperperò tutti i suoi averi e proprietà.
Il 10 luglio 1812 il Parlamento siciliano abolì il baronaggio e quindi la famiglia perse tutti i privilegi nobiliari. I Bonanno ottennero di nuovo la baronia con il decreto ministeriale del 1898: l'ultimo discendente della famiglia fu un Bonanno Perez. Il barone pisano Nicolò Agnello, in un'asta data per l'esproprio dei terreni della Chiesa da parte del Regno D'Italia, si aggiudicò la proprietà del castello e della baronia, che riuscì a mantenere fino al 1915, quando poi venne affiancato dalle altre famiglie nobili del paese, come gli Scaramazza, gli Scalia e i Basile.
Il barone Francesco Agnello, fratello e suocero di Nicolò, in quanto sposo della nipote Caterina, fu eletto nel 1848 deputato del Parlamento della Sicilia, resa indipendente dalla rivoluzione. Siculiana ebbe, quindi, un ruolo fondamentale nei moti rivoluzionari del 1848, al fine di liberare la Sicilia dalla dominazione napoletana. Sotto la guida dell'arciprete dell'epoca, Giuseppe Siracusa, fervente indipendentista, l'attuale Matrice, la chiesa del Santissimo Crocifisso, divenne il centro dell'aggregazione politica nella lotta contro i Borboni, cui partecipò anche la famiglia degli Agnello, insieme ad altre famiglie siculianesi di diversi ranghi sociali, tra cui anche il cavaliere Giuseppe Campo.
Secondo le testimonianze dell'epoca, ai tempi del barone Francesco Agnello, Il castello ospitò alcuni personaggi illustri, come lo scrittore Tomasi di Lampedusa che, proprio in quelle stanze scrisse alcune pagine del romanzo Il Gattopardo. Tra gli ospiti del BaroneFrancesco Agnello va ricordato il compositore tedesco Karlheinz Stockhausen che a Siculiana nel gennaio del 1962 iniziò a lavorare alla sua composizione intitolata Momente.

### Età contemporanea
In tempi più recenti, negli anni '60, fece visita in paese Alberto Moravia, che in compagnia di Monica Vitti, Enzo Siciliano e Dacia Maraini, soggiornò nel territorio siculianese, al fine di finire il suo romanzo L'attenzione. Un giornalista agrigentino lo intervistò mentre si trovava nelle stanze del Castello e riporta le parole di Moravia sul paese di Siculiana, definendolo come un:
 aggiungendo: 

### Simboli
Lo stemma comunale riprende elementi del blasone degli Isfar-Del Bosco (d'azzurro, a tre monti d’argento, fiammeggianti di rosso, moventi dalla punta) e della famiglia Bonanno (d'oro, al gatto passante di nero, con la testa in maestà).
Il gonfalone è un drappo di azzurro.

## Monumenti e luoghi d'interesse

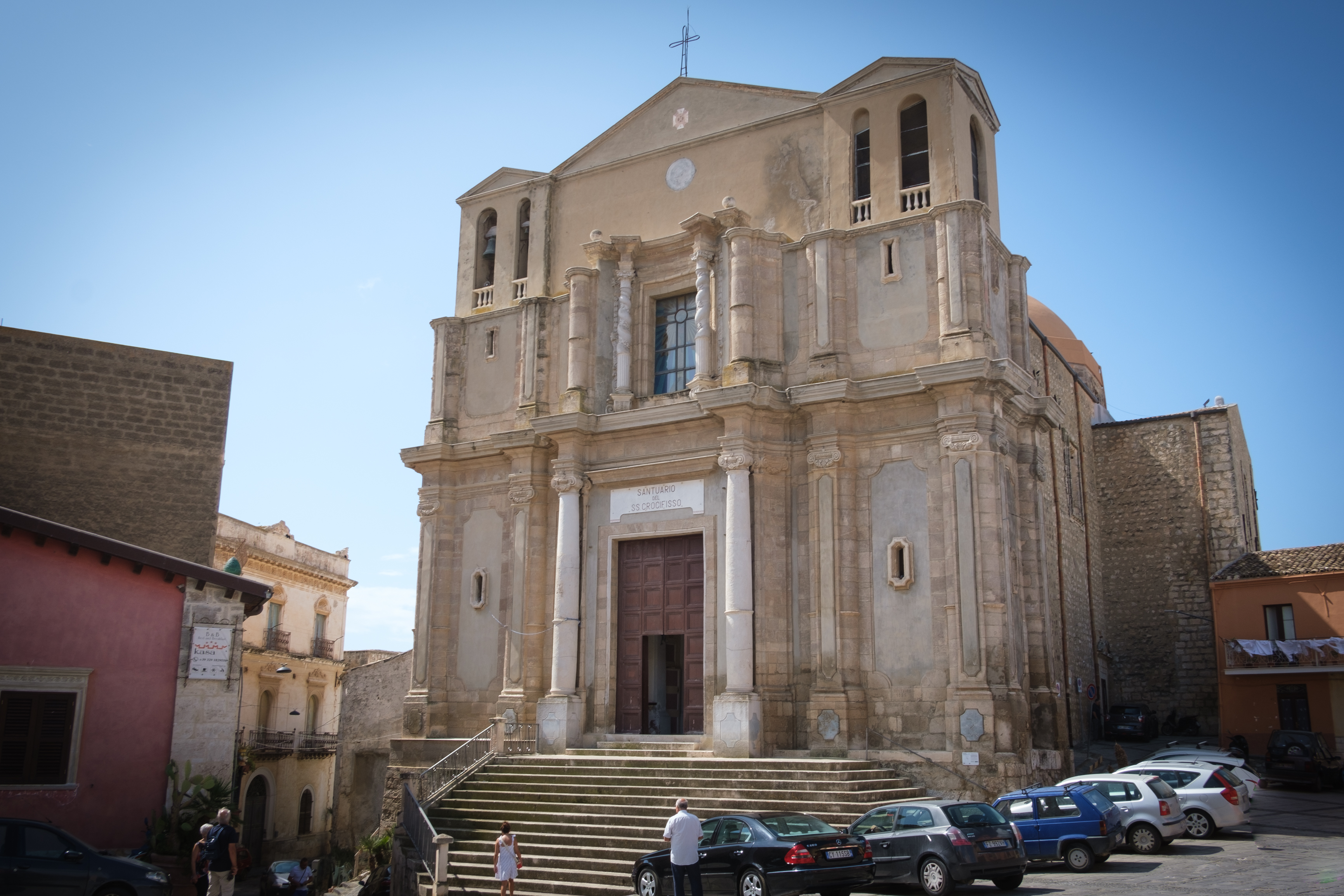
Siculiana, santuario del Santissimo Crocifisso

### Architetture religiose
La prima chiesa di cui si hanno notizie è quella sita all'interno del castello, denominata "Santo Laurenzo", ma anche "Madonna degli Angeli". Nel 1612 nel paese si stabilirono i Paolotti i quali avevano ricevuto dal Barone il convento e la chiesa, in quanto Francesco di Paola era il patrono di Siculiana. Si riporta infatti un culto particolare per san Francesco nella chiesa dell'Immacolata Concezione; eretta dal parroco Giacomo Santalucia nel 1712, nella quale è presente ancora la statua lignea del Santo, recuperata dai locali della chiesa ormai fatiscente e riportata nella nuova, con il proposito di restaurarla.
Verso la fine del XVI secolo si stabilirono a Siculiana i Carmelitani Conventuali che edificarono la chiesa dedicata alla Madonna del Carmine; poi nel 1637 subentrarono i Carmelitani Riformati e la chiesa fu così dedicata alla Madonna del Carmelo e al patrono di Siculiana, san Leonardo, festeggiati, rispettivamente il 16 luglio e il 6 novembre.
Il simulacro di cartongesso di san Leonardo, posto nella matrice di Siculiana, la chiesa del Santissimo Crocifisso, è un duo statuario, infatti raffigura san Leonardo e il prigioniero in ginocchio, nella parte in basso della statua vi è riportato l'anno "A.D. 1941". Il titolo di Patrono di Siculiana, tanti asseriscono sia stato dato dai Chiaramonte per la loro origine francese; di sicuro il suo culto fu portato in Sicilia dai Normanni nel 1059 a voler significare la liberazione dal giogo arabo, ma soprattutto per diffondere tra i siciliani il rito latino e tagliare con quello bizantino, particolarmente diffuso a quell'epoca.
- Chiesa madre del Santissimo Crocifisso
- Chiesa del Carmine e convento dell'Ordine carmelitano
- Santuario del Santissimo Crocifisso
- Chiesa di Sant'Antonio da Padova
- Chiesa di San Francesco d'Assisi
- Chiesa della Beata Maria Vergine Immacolata
- Chiesa dell'Immacolata Concezione
- Chiesa San Vincenzo Ferreri
- Chiesa della Madonna delle Grazie

### Architetture militari
- Castello di Siculiana

### Aree naturali
- Riserva naturale orientata Torre Salsa
- Spiaggia "Funciteddi"
- Spiaggia di Siculiana Marina

Musei
#MeTe Museo della Memoria e del Territorio

## Società

### Evoluzione demografica
Abitanti censiti

### Tradizioni e folclore

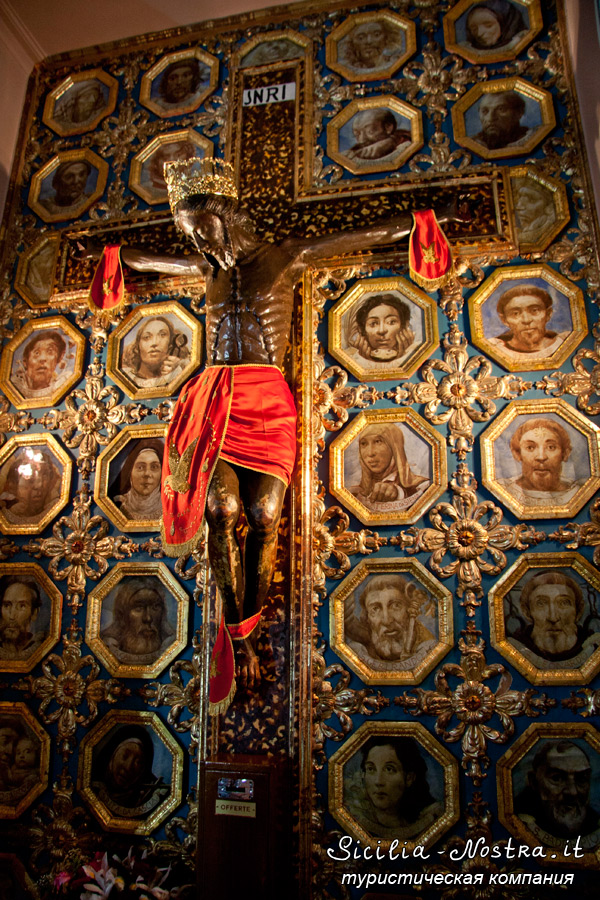
S.S Crocifisso di Siculiana

Di notevole importanza per Siculiana è la festa di "lu tri di maju" dove per tre giorni si festeggia il SS Crocifisso, ma molto sentite sono anche le processioni del Triduo Pasquale, dove sfilano i simulacri di Gesù "Ecce Homo" e della BMV Addolorata, insieme a Santa Maria Maddalena, San Giovanni Apostolo, San Pietro e nel giorno di Pasqua San Michele Arcangelo, che compie la tradizionale corsa dell'annuncio della resurrezione.
Vi è una leggenda, con moltissime varianti, che narra l'origine del Cristo nero festeggiato nella festa di "lu tri di maju". Secondo la versione più comune, la statua del Cristo era stata commissionata dai Burgitani ad un artista del ragusano, perciò i carrettieri trasportavano il simulacro dentro una cassa, con destinazione Burgio. Non appena arrivati alle porte di Siculiana, i carrettieri si fermarono per rifocillarsi, ma un cieco, o in altre versioni uno zoppo, si sedette sulla cassa e miracolosamente guarì; perciò gridò al miracolo, conquistando l'attenzione e la curiosità di tutti quanti, compresa quella dei carrettieri che furono costretti a mostrare il contenuto della cassa. I Siculianesi, perciò, innamorati della meravigliosa opera, si impossessarono a tutti i costi della rappresentazione del Cristo, portata subito nella chiesa del Castello Chiaramontano. I carrettieri arrivarono così a Burgio a mani vuote e spiegarono l'accaduto, ma i burgitani si accanirono per riavere la statua.
La leggenda narra che tra i Siculianesi ed i Burgitani le ostilità si fecero così aspre da sfociare in una Guerra Santa ed il responso della contesa fu affidato allo stesso SS Crocifisso: stabilirono di porre su un carro il simulacro e di farlo tirare da un lato dai buoi aggiogati portati dai burgitani e dall'altro lato da quelli portati dai siculianesi (secondo un'altra variante i buoi non erano aggiogati e vi erano solo da un lato). Così, i buoi, dopo aver fatto alcuni metri a favore dei burgitani, miracolosamente si direzionarono verso Siculiana. Secondo un'altra versione, la cassa venne rubata ed il simulacro venne nascosto in una grotta sotto il castello, in modo tale che tutti se ne dimenticarono per anni, fin quando il Crocifisso non venne in sonno, più e più volte, ad una vecchietta, che supplicò il prete insistentemente di accertarsi dell'accaduto. Il sacerdote fece contenta la parrocchiana e scoprì che il S.S. Crocifisso era veramente in quella grotta e così fu portato nella chiesa del castello. Altre storie narrano pure che il Crocifisso fu murato nel castello e che veniva liberato soltanto nella data del 3 maggio. Stando alla leggenda la "calata di lu velu" è una tradizione, ancora in uso, derivante dallo smurare il simulacro nascosto.
Moltissime tradizioni e leggende accomunano la maggior parte delle rappresentazioni sacre poste all'interno delle Chiese siciliane, un esempio ne sono Il Crocifisso di Santa Margherita Belice; la Madonna del Monte di Racalmuto; il Crocifisso di Calatafini e molti altri.

## Cultura

### Cinema
Tra i film parzialmente girati nel territorio comunale si ricordano Cadaveri eccellenti diretto da Francesco Rosi, Sedotta e abbandonata diretto da Pietro Germi e Porte aperte di Gianni Amelio.
Tra il 2018 ed il 2019 è stato interamente girato, per la regia di Luca Lucchesi, il docufilm A Black Jesus, prodotto da Wim Wenders e con la colonna sonora curata dal musicista Roy Paci.
Uno dei più noti film della regista Lina Wertmüller, Fatto di sangue fra due uomini per causa di una vedova. Si sospettano moventi politici (1978), contiene, nella versione lunga del titolo, il nome di Siculiana: Un fatto di sangue nel comune di Siculiana fra due uomini per causa di una vedova. Si sospettano moventi politici. Amore-Morte-Shimmy. Lugano belle. Tarantelle. Tarallucci e vino. Esso vanta il record nel Guinness dei primati come titolo più lungo di un film nella storia del cinema.

## Economia

### Agricoltura
L'agricoltura è il settore principale dell'economia: si producono vino, ortaggi, cereali, agrumi e mandorle. Il territorio di Siculiana è compreso nella zona di produzione dell'Arancia di Ribera D.O.P. e del Pistacchio di Raffadali D.O.P..
L'agricoltura siculianese cominciò a svilupparsi con la baronia Isfar, principalmente con alberi di carrubo, mandorli, ulivi, vigneti, tant'è vero che si realizzarono strumenti appositi, come i "paramenti", ovvero strumenti in pietra per pigiare l'uva, o ancora i "trappiti", i frantoi per le olive, ancora utilizzati.
Per quanto riguarda il vino, il primo stabilimento del paese nacque nel 1875. Apparteneva alla famiglia Basile, erano specializzati, oltre al vino, anche nel "Cognac", nel "Marsala Vergine" e nella "Malaga Rosea", e durò fino al 1918. Il secondo appartenne alla famiglia Campo, nello specifico al Dottore Giuseppe Campo, marito di Vincenzina Agnello, figlia del barone Vincenzo Agnello, agli inizi del 1900. A Siculiana nel 1970 fu costruita la cantina dell'Azienda Agricola Cooperativa "Torre Salsa" che produceva vini come il "Noè" ed il "Vossia". Dopo gli anni '80 andò in fallimento.
La coltivazione primaria è l'ulivo da olio e il pomodoro da serbo "siccagno" siculianese, ma comunque, restano molti terreni incolti.

### Turismo
L'economia è basata anche sul turismo balneare, naturalistico ed esperienziale, di particolare pregio il borgo marinaro di Siculiana Marina, le contrade Pietre Cadute e Foggia e la Riserva Naturale Orientata di Torre Salsa.
Il Comune è inserito nella rete dei Cammini francigeni di Siciliaed è tappa di sosta della Via francigena mazarese.
Presso la Riserva Naturale di Torre Salsa oltre al patrimonio naturalistico di pregio è possibile ammirare le bellissime falesie di marna bianca.
Il Comune fa parte della rete dei "Borghi sicani" del Gal Sicani ed è partner del "Distretto rurale di qualità Sicani".

## Infrastrutture e trasporti
Il comune è attraversato dalla strada statale 115. Fino al 1978 era attiva una stazione della ferrovia Castelvetrano-Porto Empedocle, poi dismessa.

## Amministrazione
Di seguito è presentata una tabella relativa alle amministrazioni che si sono succedute in questo comune.
| Periodo          | Periodo         | Primo cittadino       | Partito              | Carica                | Note   |
| ---------------- | --------------- | --------------------- | -------------------- | --------------------- | ------ |
| 17 giugno 1988   | 30 maggio 1990  | Antonino Marsala      | Nessuno              | Sindaco               | [ 24 ] |
| 4 gennaio 1991   | 24 marzo 1993   | Paolo Maria Iacono    | Democrazia Cristiana | Sindaco               | [ 24 ] |
| 28 maggio 1993   | 7 dicembre 1993 | Francesco Bertorotta  | -                    | Comm. Str./Comm. R.le | [ 24 ] |
| 7 dicembre 1993  | 1 dicembre 1997 | Gerlando Tuttolomondo | lista civica         | Sindaco               | [ 24 ] |
| 1 dicembre 1997  | 4 agosto 2000   | Domenico Mira         | lista civica         | Sindaco               | [ 24 ] |
| 27 novembre 2000 | 13 giugno 2006  | Giuseppe Sinaguglia   | lista civica         | Sindaco               | [ 24 ] |
| 13 giugno 2006   | 7 novembre 2007 | Giuseppe Sinaguglia   | lista civica         | Sindaco               | [ 24 ] |
| 16 giugno 2008   | 10 luglio 2008  | Chiara Armenia        | -                    | Comm. Str.            | [ 24 ] |
| 16 giugno 2008   | 1 giugno 2010   | Enrico Gullotti       | -                    | Comm. Str.            | [ 24 ] |
| 16 giugno 2008   | 1 giugno 2010   | Agata Polizzi         | -                    | Comm. Str.            | [ 24 ] |
| 10 luglio 2009   | 1 giugno 2010   | Concetta Caruso       | -                    | Comm. Str.            | [ 24 ] |
| 1 giugno 2010    | 4 giugno 2015   | Bruno Maria Giuseppa  | lista civica         | Sindaco               | [ 24 ] |
| 4 giugno 2015    | 4 ottobre 2020  | Leonardo Lauricella   | lista civica         | Sindaco               | [ 24 ] |
| 6 ottobre 2020   | in carica       | Giuseppe Zambito      | lista civica         | Sindaco               | [ 24 ] |

### Altre informazioni amministrative
Il Comune di Siculiana fa parte della regione agraria n.5 (Colline litoranee di Agrigento).
Il Comune fa parte dell'Unione dei Comuni di "Bovo Marina, Eraclea Minoa, Torre Salsa".
Il Comune è ha aderito al Gruppo di Azione Locale "Sicani" e al Gruppo di Azione Costiere "Il Sole e l'Azzurro".

### Gemellaggi
Siculiana è gemellata con:
- Marpingen, dal 2015

## Sport

### Calcio
A.S.D. "Città di Siculiana 2012"